# Lettland
Lettland (lettiska: Latvija [ˈlatvija]), officiellt Republiken Lettland (lettiska: Latvijas Republika), är en republik i Baltikum i Nordeuropa med kust mot Östersjön och gräns mot Estland, Ryssland, Belarus och Litauen. Huvudstad är Riga vid Rigabukten. Lettland är medlem av Europeiska unionen och försvarsalliansen Nato sedan 2004.
Under lång tid styrdes Lettland, i likhet med Estland och Litauen, av främmande regimer. I mer än 1 000 år hade tyskar, polacker, svenskar och slutligen ryssar makten i området, som först på 1800-talet började kallas Lettland. I kölvattnet av oktoberrevolutionen 1917 förlorade den ryska regimen greppet över området och Lettland blev för första gången i historien självständigt. Republiken Lettland bildades 1918 och fanns i praktiken kvar till 1940, då landet, mot sin vilja, inkorporerades med Sovjetunionen. 1941 invaderades Lettland av Tyskland och styrdes fram till 1944 av den tyska nazistregimen. Därefter tog Sovjetunionen tillbaka landet och det blev under benämningen Lettiska Socialistiska Sovjetrepubliken, (Lettiska SSR) en del av Sovjetunionen. 
År 1991 blev landet åter självständigt. Det är idag en parlamentarisk demokrati med flerpartisystem. Parlamentet, som utser landets president, väljs i direkta proportionella val. Sedan självständigheten är det kommunistiska partiet förbjudet.
Landet är till största delen flackt, bara i öster förekommer kullandskap, och stora områden utgörs av torvmossar och kärr. Cirka 40 % av landet består av hedar och skogsområden, främst blandskog. Jordbruket bedrivs huvudsakligen på små gårdar. De viktigaste grenarna är mjölkproduktion och boskapsskötsel, medan spannmål och grönsaker bara odlas i begränsade kvantiteter. Av tradition är skogsbruk och fiske viktiga näringar i Lettland.
Lettland har största andelen tung industri i Baltikum. Eftersom landet har stor brist på mineraltillgångar måste råvarorna till industrin för elektriska apparater, skeppsbygge, motorfordon och järnvägsvagnar, importeras.
När det gäller energiförsörjningen är landet starkt beroende av Ryssland, som transiterar en stor del av sin export av petroleum och naturgas via hamnen i Ventspils. Utsläpp från industrin har skapat stora miljöproblem.
Misshushållning och finansskandaler orsakade 1995 en tillbakagång i den lettiska ekonomin. Trots stora inkomstskillnader har befolkningen en relativt hög levnadsstandard med ett Human Development Index på 0,863 vilket placerar dem på 39:e plats i världen enligt 2021 års siffror.
Lettland är sedan 2004 medlem i Europeiska unionen och i militäralliansen Nato.
2014 bytte Lettland valuta, från Lats, till Euro, och blev en del av euroområdet.

## Historia
Lettland dominerades av Tyska orden fram till 1500-talet då Polen-Litauen fick ett större inflytande. Huvuddelen av Livland blev svenskt år 1629, efter det andra polska kriget. Kurland lydde formellt under den polsk-litauiske kungen men hade i praktiken ett långtgående självstyre. Efter slaget vid Poltava år 1709 och den efterföljade Freden i Nystad 1721, blev Livland ryskt och Kurland blev ryskt år 1795.
Precis som i grannländerna Estland och Litauen växte en självständighetsrörelse fram under 1800-talet som ville se ett fritt Lettland. Den 18 november 1918 utropade sig Lettland självständigt från Ryssland och fick sin frihet den 11 augusti 1920.
Den 17 juni 1940 införlivades landet med Sovjetunionen. 1941 intog tyska trupper Lettland innan Sovjetunionen 1944 tog tillbaka Lettland och åter gjorde det till en del av Sovjetunionen.
Ett nyvalt "högsta sovjet" (parlament) antog 4 maj 1990 en självständighetsförklaring, som skulle träda i kraft efter en övergångsperiod, och den 3 mars 1991 hölls en folkomröstning som stödde detta. Makthavarna i Moskva menade att processen var olaglig. Efter kuppen mot Gorbatjov 19 augusti 1991, utropades självständigheten den 21 augusti 1991 och erkändes av Sovjetunionen den 6 september 1991. Lettland har efter det vänt sig västerut. Den 1 maj 2004 blev Lettland medlem i Europeiska unionen. Den 4 maj (1990) firas som självständighetsdagen och 18 november (1918) som republikens dag.

## Geografi

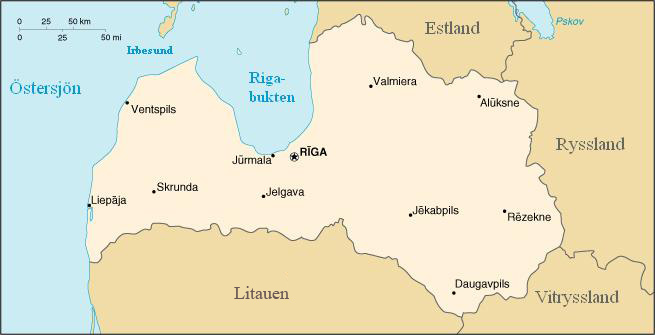
Karta över Lettland.

Lettland ligger främst mellan latituderna 55° och 58° N med ett litet område norr om 58°, och longituderna 21° och 29° Ö med ett litet område väster om 21°.

### Topografi och hydrografi

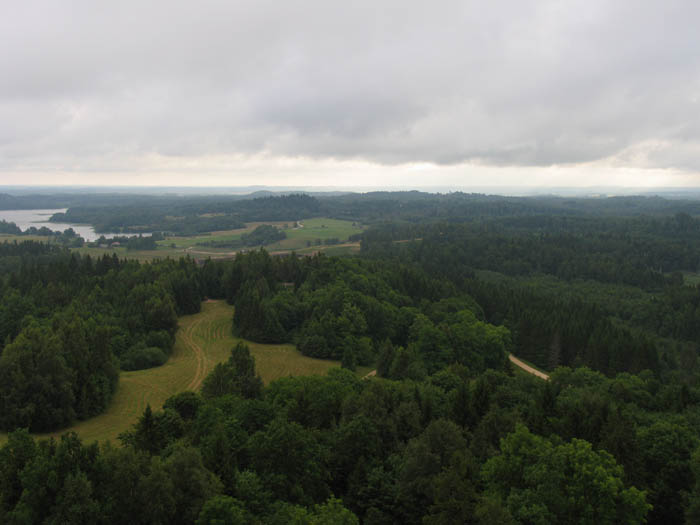
Lettiskt landskap sett från utsiktstornet på berget Gaiziņkalns, landets högsta punkt.

Lettland är ett låglänt land med mjukt böljande landskap som höjer sig mot öster. De högsta höjderna finns i Vidzemehöjderna, där Gaizinkalns når 311 meter över havet. Latgalehöjderna i sydost och Kurzemehöjderna i sydväst är också framträdande områden, präglade av moränkullar och sjöar. Rigaslätten, en tidigare issjöbotten, består av myrmarker och bördig jord i söder. Landets floder, som Daugava, Gauja och Venta, mynnar i Östersjön, och bland sjöarna utmärker sig Lubāns som den största.

### Klimat
Lettland har ett varierande klimat, med maritim påverkan i väster och ett mer kontinentalt klimat i de östra delarna. Årsnederbörden varierar mellan 600 mm i lågländerna och upp till 800 mm i högre områden. Somrarna är milda med en medeltemperatur på 17 °C i juni, medan vintrarna kan vara kalla, särskilt i inlandet där temperaturen kan sjunka till −7 °C. Luftfuktigheten är hög, och molnighet är vanligt förekommande.

### Växt- och djurliv
Skogar täcker nästan hälften av Lettlands yta och domineras av tall, gran och björk. Myrmarker utgör 10 procent av landets areal. Kusten består främst av sandstränder och sanddyner. Djurlivet är rikt och inkluderar varg, lo, älg och visent. Bland fåglarna märks svart stork, havsörn och kornknarr. Floder och sjöar är hem för arter som lax och flodkräfta.

### Naturskydd
Omkring 18 procent av Lettlands yta är skyddad natur. Fyra nationalparker – Gauja, Slītere, Ķemeri och Rāzna – samt hundratals naturreservat bevarar landets unika ekosystem. Vid fågelsjön Pape och andra våtmarker skyddas flyttfåglar och arter som trollfladdermus och rördrom. Slītere är känt för sina sälkolonier och ovanliga arter som kärrsköldpadda och smedbock. Lettland har också viktiga häckningsområden för både fåglar och fladdermöss, vilket understryker dess biologiska mångfald.

## Styre och politik

### Författning och styre
Lettland är en republik vars konstitution från 1991 bygger på konstitutionen från 1922. Landets parlament, Saeiman, består av 100 ledamöter som väljs i direkta val vart fjärde år. Presidenten väljs av parlamentet och utser sedan en premiärminister vars regering måste godkännas genom en omröstning i Saeiman.
Landet höll en folkomröstning den 20 september 2003 om inträde till Europeiska unionen. 66,9 procent av väljarna röstade för förslaget och Lettland blev en fullvärdig medlem i EU första maj 2004. Lettland är medlem i Nato sedan den 29 mars 2004.

### Administrativ indelning

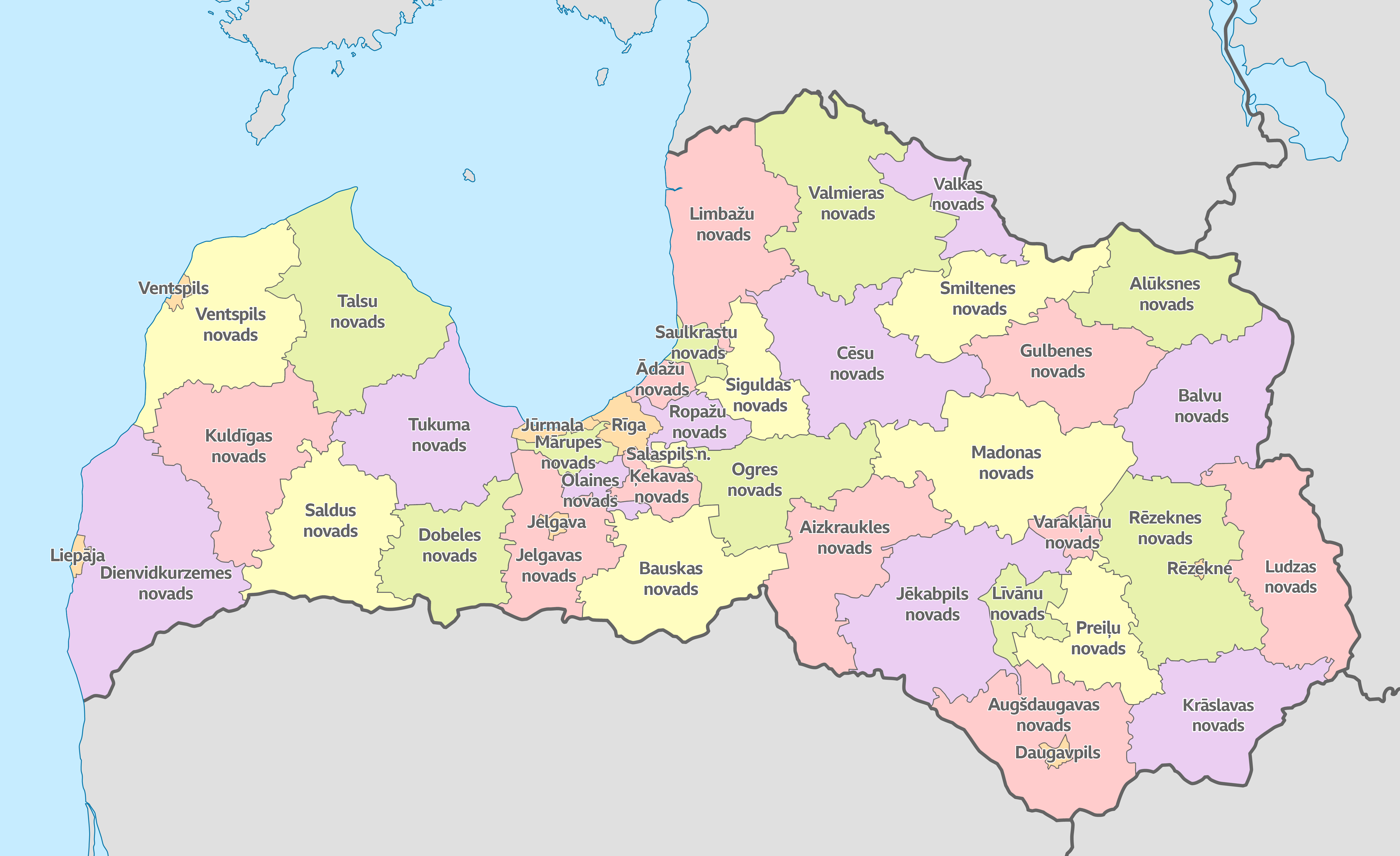
Lettlands kommuner (novads) och nationalstäder sedan 2021

Sedan 2021 har Lettland 10 nationalstäder. Dessa städer är Daugavpils, Jēkabpils (del av Jēkabpils kommun), Jelgava, Jūrmala, Liepāja, Ogre (del av Ogre kommun), Rēzekne, Riga, Valmiera (del av Valmiera kommun) och Ventspils. Förutom dessa större städer finns också 35 mindre kommuner. Det finns fyra historiska regioner i Lettland: Kurland, Lettgallen, Vidzeme och Semgallen. Deras gränser är inte definitiva och kan skilja vid olika källor. 
För att framhäva en balanserad utveckling i alla regioner finns sedan 2009 planeringsregioner:
| Planeringsregion | Största stad | Area       | Invånarantal         |
| ---------------- | ------------ | ---------- | -------------------- |
| Riga             | Riga         | 10 439 km2 | 1 005 977 – (96/km2) |
| Kurzeme          | Liepāja      | 13 607 km2 | 251 088 – (18/km2)   |
| Lettgallen       | Daugavpils   | 14 550 km2 | 276 538 – (19/km2)   |
| Semgallen        | Jelgava      | 10 732 km2 | 239 356 – (22/km2)   |
| Vidzeme          | Valmiera     | 15 245 km2 | 195 998 – (13/km2)   |
| Lettland         | Riga         | 64 573 km2 | 1 968 957 – (30/km2) |

- Area och invånarantal 1 januari 2016.

### Försvar
Lettland har ett yrkesförsvar; värnplikten avskaffades 2007.
- Armén har cirka 1 500 soldater.
- Marinen har cirka 500 sjömän.
- Flygvapnet har cirka 300 flygsoldater.
- Zemessardze (hemvärnet) har cirka 10 000 frivilliga hemvärnssoldater.

## Ekonomi och infrastruktur
Lettlands näringsliv har genomgått stora förändringar under de senaste decennierna, från sovjetisk centralstyrning till marknadsekonomi. Ekonomin drabbades hårt av den globala finanskrisen, men landet har återhämtat sig med hjälp av internationella stödprogram. Trots framstegen kämpar Lettland med utmaningar som hög arbetslöshet och emigration av utbildad arbetskraft.

### Näringsliv
De viktigaste näringarna inkluderar jordbruk, skogsbruk, fiske, industri och tjänstesektorn.

#### Jord- och skogsbruk, fiske
Jordbruket spelar en viktig roll i Lettlands ekonomi, även om naturliga odlingsförhållanden är måttliga. Ungefär en tredjedel av landets yta används för jordbruk, där spannmål, potatis och grönsaker dominerar. Djurskötsel står för knappt hälften av produktionen och fokuserar på fläsk, nötkött och mjölk. Efter självständigheten privatiserades jordbruken, vilket ledde till en betydande minskning av produktionsvolymen och förändrade jordbrukets struktur.
Skogsbruket är en av Lettlands viktigaste sektorer och täcker cirka hälften av landets yta. Avverkningarna används huvudsakligen för timmer, massaved och möbeltillverkning, vilket också utgör en betydande del av exporten. Fiske har däremot minskat i betydelse på grund av miljöproblem och utfiskning. Det mesta av fångsten sker idag utanför Östersjön, medan kustfisket huvudsakligen försörjer lokalbefolkningen.

#### Energi och råvaror
Lettland har begränsade naturresurser och är beroende av import för de flesta råvaror och energibehov. Landet har små förekomster av dolomit, kalksten och sand. Energimixen domineras av ved, importerad olja och naturgas. Elproduktionen täcks till stor del av vattenkraft från Daugava-floden, medan resterande energi genereras från fossila bränslen och biobränslen. Lettland har investerat i att minska sitt beroende av rysk energi genom att utöka samarbeten med andra EU-länder.

#### Industri
Industrin i Lettland präglas av både modernisering och historiska influenser från sovjettiden. Produktionen omfattar livsmedel, trävaror, metallprodukter och elektronik. Skogsprodukter och träförädling är fortsatt dominerande i exporten. Efter den globala finanskrisen minskade industrins produktionsvolym men återhämtade sig snabbt med hjälp av kostnadsanpassningar och ökad konkurrenskraft på den internationella marknaden.

#### Tjänster och turism
Tjänstesektorn och turismen är växande delar av ekonomin. Riga, med sin välbevarade medeltida stadskärna och berömda jugendarkitektur, lockar många besökare. Andra populära resmål inkluderar rekreationsorten Jūrmala, Gauja nationalpark och historiska slott som Rundāle. Lettlands kultur och natur, särskilt under midsommarfirandet, bidrar till dess attraktionskraft som turistdestination.

### Handel
Lettlands handel är starkt inriktad mot EU, där de främsta exportpartnerna är Litauen, Estland och Sverige. Viktiga exportvaror är trä, metallprodukter, maskiner och livsmedel. Importen består främst av maskiner, elutrustning och mineralprodukter. Lettland har länge haft ett handelsunderskott, men finanskrisen bidrog till att minska importens dominans över exporten. Sverige är en av de största investerarna i Lettlands ekonomi, särskilt inom bank- och telekomsektorn.

### Infrastruktur

#### Transporter
Lettlands strategiska läge har gjort landet till en central knutpunkt för handel, både i öst-västlig och nord-sydlig riktning. Transportinfrastrukturen, som expanderade under sovjettiden, används idag för ökande godstransporter från Ryssland, före detta Sovjetrepubliker och Fjärran östern via Lettland till Västeuropa och USA. Transitsektorn är därmed en av de mest betydelsefulla delarna av Lettlands ekonomi och ansvarar för cirka 90 procent av godsflödet i landets hamnar och 75 procent på järnvägen.
De mest betydelsefulla hamnarna är Riga, Liepāja och Ventspils. Ventspils var tidigare en viktig knutpunkt för en fjärdedel av Sovjetunionens oljeexport. Efter självständigheten 1991 fortsatte en stor del av Rysslands oljeexport via Ventspils, men 2003 stängdes oljeledningen, och numera transporteras olja främst med järnväg.
Järnvägssystemet, som i huvudsak sträcker sig i öst-västlig riktning, behöver moderniseras och anpassas till den västeuropeiska spårbredden. För transporter i nord-sydlig riktning används huvudsakligen landsvägar. Den förbättrade huvudvägen Via Baltica, som går från Tallinn genom Riga och vidare till Polen, är ett viktigt projekt som finansierats med EU-medel.
Efter Lettlands inträde i EU 2004 har Rigas internationella flygplats utvecklats till en viktig knutpunkt för flygtrafik mellan östra och västra Europa. Flygbolaget Air Baltic erbjuder ett omfattande nätverk med cirka 40 destinationer.

## Befolkning

### Demografi
Den senaste folkräkningen hölls den 1 mars 2011 och då uppgick den folkbokförda (de jure) befolkningen i Lettland till 2 070 371 invånare, varav 946 102 män och 1 124 269 kvinnor. Efter andra världskriget hade folkräkningar tidigare hållits 2000, 1989, 1979, 1970 och 1959. Invånartalet i Lettland uppskattades i juli 2016 av The World Factbook till 1 965 686 invånare, av Förenta nationerna (befolkning den 1 juli 2016) till 1 956 000, av Internationella valutafonden till 1 959 000 invånare (för år 2017) samt av Världsbanken (juli 2016) till 1 960 424 invånare. Den 1 januari 2017 uppgick den folkbokförda befolkningen i landet till 1 950 116 enligt Centrālā statistikas pārvaldes, Lettlands statistiska centralbyrå.

#### Minoriteter
Befolkningen uppgår till 2 067 887 (2011); av dessa är 62,1% letter, 26,9% ryssar, 3,3% belarusier, 2,2% ukrainare, 2,2% polacker, 1,2% litauer och 2,1% övriga (bland annat ester, tyskar och en liten grupp liver).
|                  | 1935    | 1935    | 1959    | 1959    | 1970    | 1970    | 1979    | 1979    | 1989    | 1989    | 2000     | 2000    | 2011    | 2011    |
| ---------------- | ------- | ------- | ------- | ------- | ------- | ------- | ------- | ------- | ------- | ------- | -------- | ------- | ------- | ------- |
| Etniskt ursprung | Antal   | Procent | Antal   | Procent | Antal   | Procent | Antal   | Procent | Antal   | Procent | Antal    | Procent | Antal   | Procent |
| Letter           | 1 467,0 | 77,0    | 1 297,9 | 62,0    | 1 341,8 | 56,8    | 1 344,1 | 54,0    | 1 387,8 | 52,0    | 1 370, 7 | 57,7    | 1 284,2 | 62,1    |
| Ryssar           | 168,3   | 8,8     | 556,4   | 26,6    | 704,6   | 29,8    | 821,5   | 32,8    | 905,5   | 34,0    | 703, 2   | 29,6    | 556,4   | 26,9    |
| Judar            | 93,4    | 4,9     | 36,6    | 1,7     | 36,7    | 1,6     | 28,3    | 1,1     | 22,9    | 0,9     | 10, 3    | 0,4     | 6,4     | 0,3     |
| Tyskar           | 62,1    | 3,3     | 1,6     | 0,1     | 5,4     | 0,2     | 3,3     | 0,1     | 3,8     | 0,1     | 3,5      | 0,1     | 3,0     | 0,1     |
| Polacker         | 48,6    | 2,6     | 59,8    | 2,9     | 63,0    | 2,7     | 62,7    | 2,5     | 60,4    | 2,3     | 59,5     | 2,5     | 44,8    | 2,2     |
| Belarusier       | 26,8    | 1,4     | 61,6    | 2,9     | 94,7    | 4,0     | 111,5   | 4,5     | 119,7   | 4,5     | 97,1     | 4,0     | 68,2    | 3,3     |
| Litauer          | 22,8    | 1,2     | 32,4    | 1,5     | 40,6    | 1,7     | 37,8    | 1,5     | 34,6    | 1,3     | 33,4     | 1,4     | 24,4    | 1,2     |
| Ester            | 6,9     | 0,4     | 4,6     | 0,2     | 4,3     | 0,2     | 3,7     | 0,1     | 3,3     | 0,1     | 2,6      | 0,1     | 2,0     | 0,1     |
| Romer            | 3,8     | 0,2     | 4,3     | 0,2     | 5,4     | 0,2     | 6,1     | 0,2     | 7,0     | 0,3     | 8,2      | 0,3     | 6,4     | 0,3     |
| Ukrainare        | 1,8     | --      | 29,4    | 1,4     | 53,5    | 2,3     | 66,7    | 2,7     | 92,1    | 3,4     | 63,6     | 2,7     | 45,7    | 2,2     |
| Tatarer          | --      | 0,0     | 1,8     | 0,1     | 2,7     | 0,1     | 3,8     | 0,2     | 4,8     | 0,2     | 3,1      | 0,1     | 2,8     | 0,1     |
| TOTALT           | 1 901,5 | 100,0   | 2 086,4 | 100,0   | 2 352,7 | 100,0   | 2 489,5 | 100,0   | 2 641,9 | 100,0   | 2 377,4  | 100,0   | 2 067,9 | 100,0   |

### Språk
Lettiska är Lettlands officiella språk men flera minoritetsspråk förekommer. Bland de större återfinns bland annat ryska, belarisiska, ukrainska och polska.  Cirka 20 % av befolkningen är så kallade "icke-medborgare", huvudsakligen rysktalande som saknar rösträtt

## Kultur

### Sport
Basket är precis som i grannländerna en av de stora sporterna. Ett av Europas bästa basketlag på damsidan är TTT Riga med en av de mest framgångsrika spelarna genom tiderna Uljana Semjonova. Lettlands herrlandslag i fotboll deltog i EM i fotboll i Portugal 2004 och landets storlag är Riga-laget FK Skonto. I ishockey har man en stark tradition och man har kontinuerligt deltagit i ishockey-VM. De lettiska ishockeyfansen har blivit kända för sitt starka engagemang och publikstöd. På klubblagsnivå är Dinamo Riga, som spelar i proffsligan KHL det klart dominerande laget.

## Internationella rankningar
| Organisation                                | Undersökning                   | Rankning  |
| ------------------------------------------- | ------------------------------ | --------- |
| Heritage Foundation/The Wall Street Journal | Index of Economic Freedom 2019 | 35 av 180 |
| Reportrar utan gränser                      | Pressfrihetsindex 2019         | 28 av 180 |
| Transparency International                  | Korruptionsindex 2018          | 41 av 180 |
| FN:s utvecklingsprogram                     | Development Index 2018         | 39 av 189 |